# Blachia
Blachia är ett släkte av törelväxter. Blachia ingår i familjen törelväxter.
Kladogram enligt Catalogue of Life:
| Blachia | \| \| Blachia andamanica \| \| \| \| \| \| Blachia calycina \| \| \| \| \| \| Blachia cotoneaster \| \| \| \| \| \| Blachia jatrophifolia \| \| \| \| \| \| Blachia longzhouensis \| \| \| \| \| \| Blachia pentzii \| \| \| \| \| \| Blachia poilanei \| \| \| \| \| \| Blachia siamensis \| \| \| \| \| \| Blachia thorelii \| \| \| \| \| \| Blachia umbellata \| \| \| \| |
|         | \| \| Blachia andamanica \| \| \| \| \| \| Blachia calycina \| \| \| \| \| \| Blachia cotoneaster \| \| \| \| \| \| Blachia jatrophifolia \| \| \| \| \| \| Blachia longzhouensis \| \| \| \| \| \| Blachia pentzii \| \| \| \| \| \| Blachia poilanei \| \| \| \| \| \| Blachia siamensis \| \| \| \| \| \| Blachia thorelii \| \| \| \| \| \| Blachia umbellata \| \| \| \| |
|         | Blachia andamanica |
|         | |
|         | Blachia calycina |
|         | |
|         | Blachia cotoneaster |
|         | |
|         | Blachia jatrophifolia |
|         | |
|         | Blachia longzhouensis |
|         | |
|         | Blachia pentzii |
|         | |
|         | Blachia poilanei |
|         | |
|         | Blachia siamensis |
|         | |
|         | Blachia thorelii |
|         | |
|         | Blachia umbellata |
|         | |

## Bildgalleri

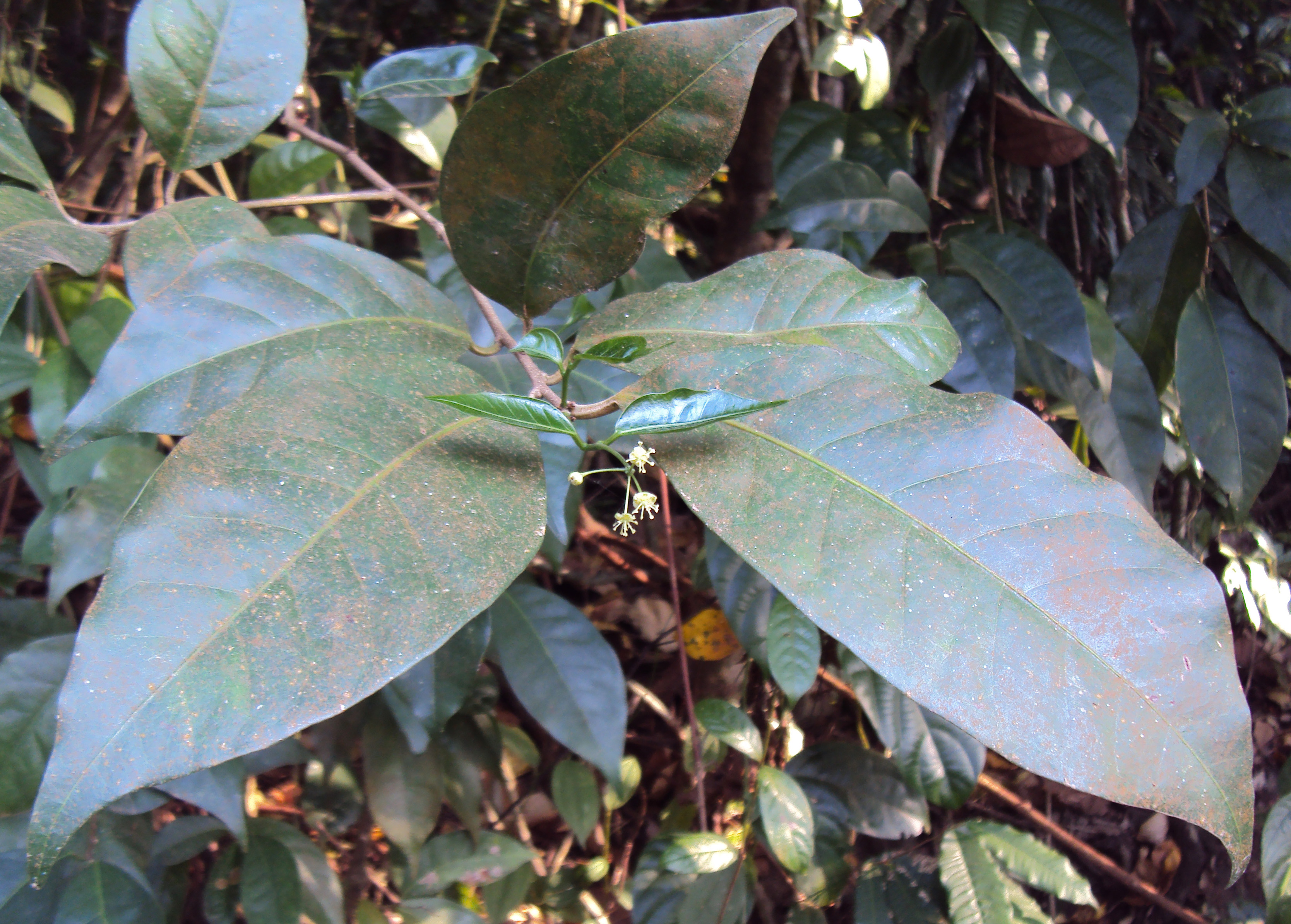
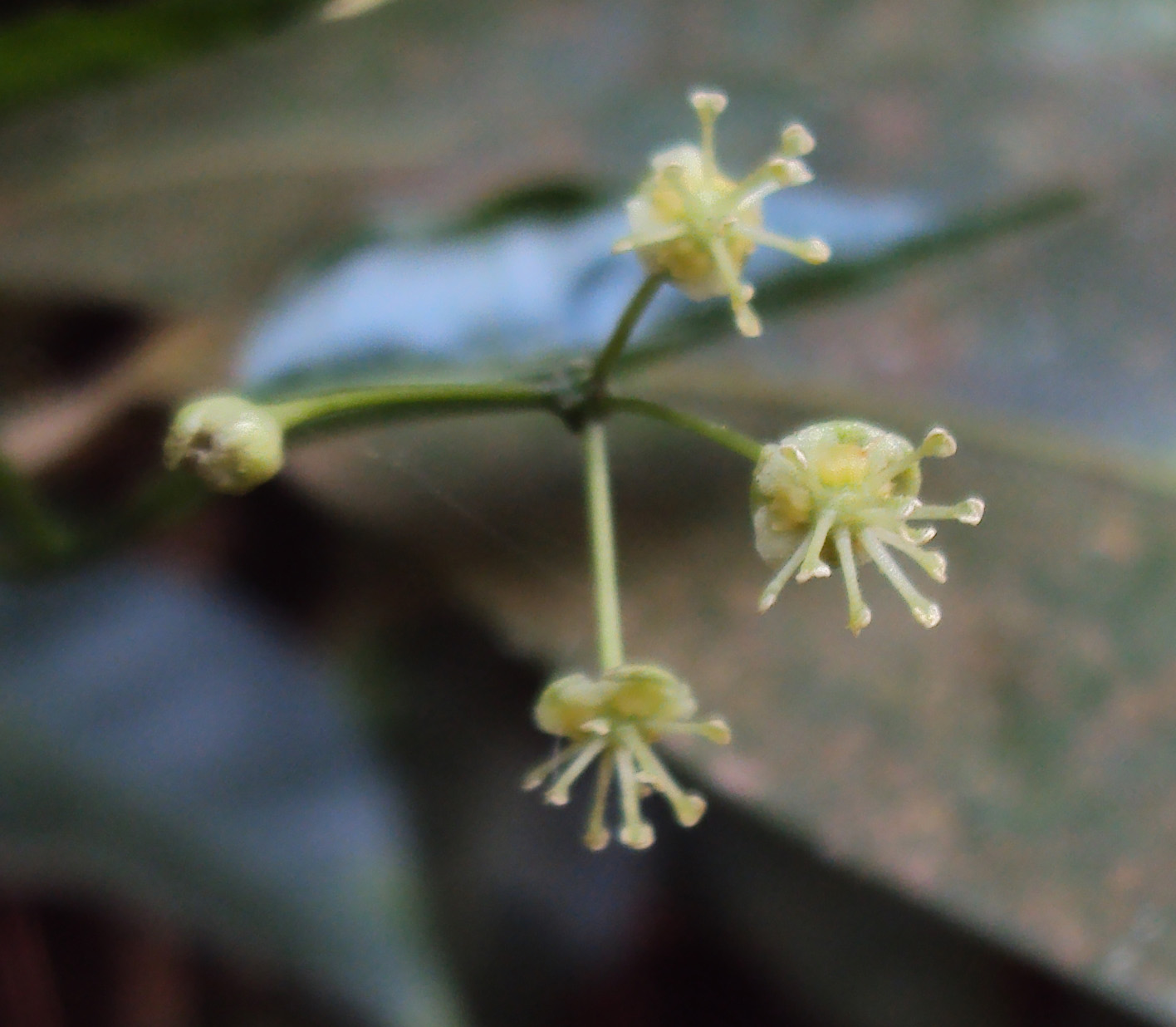
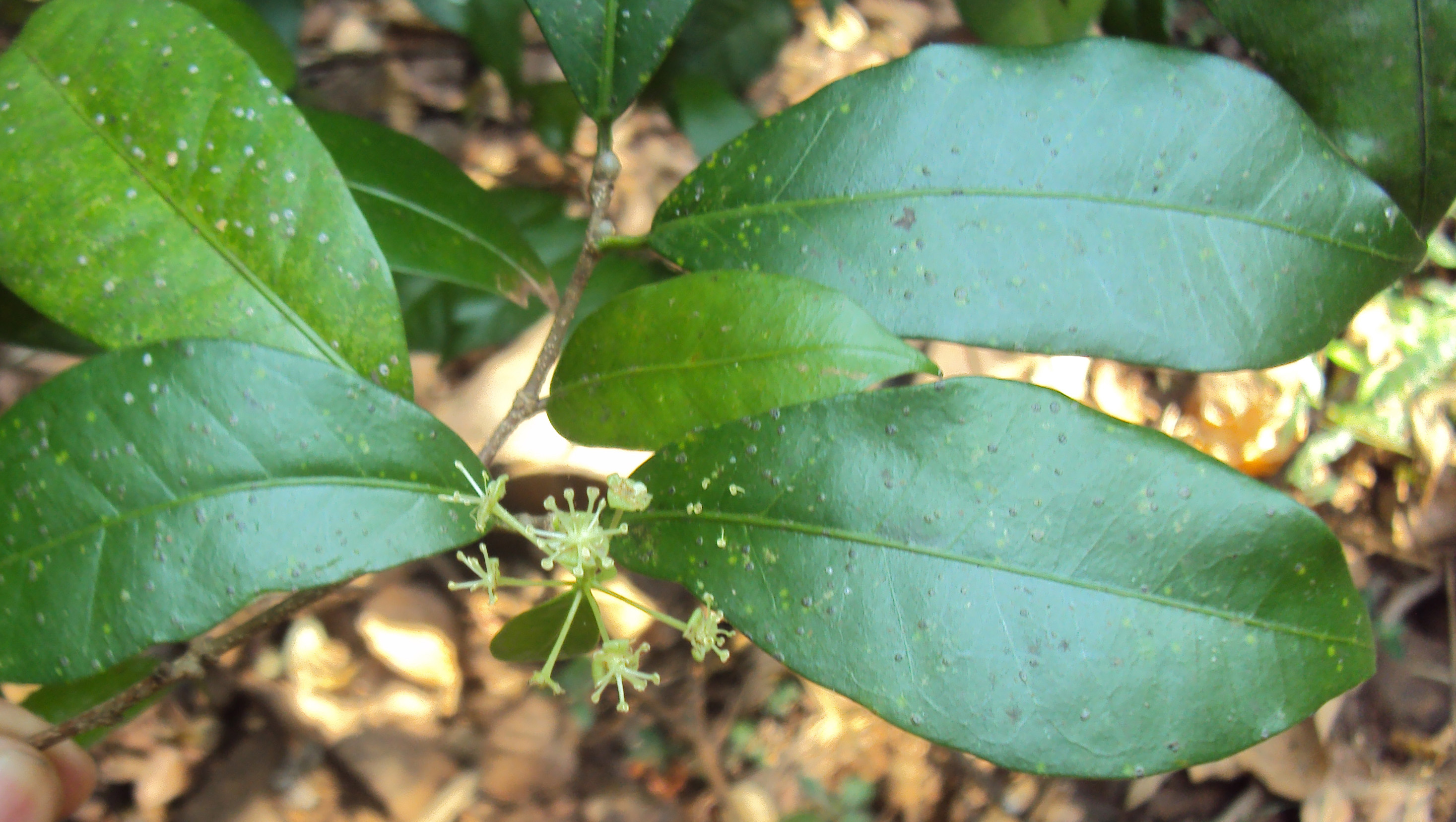
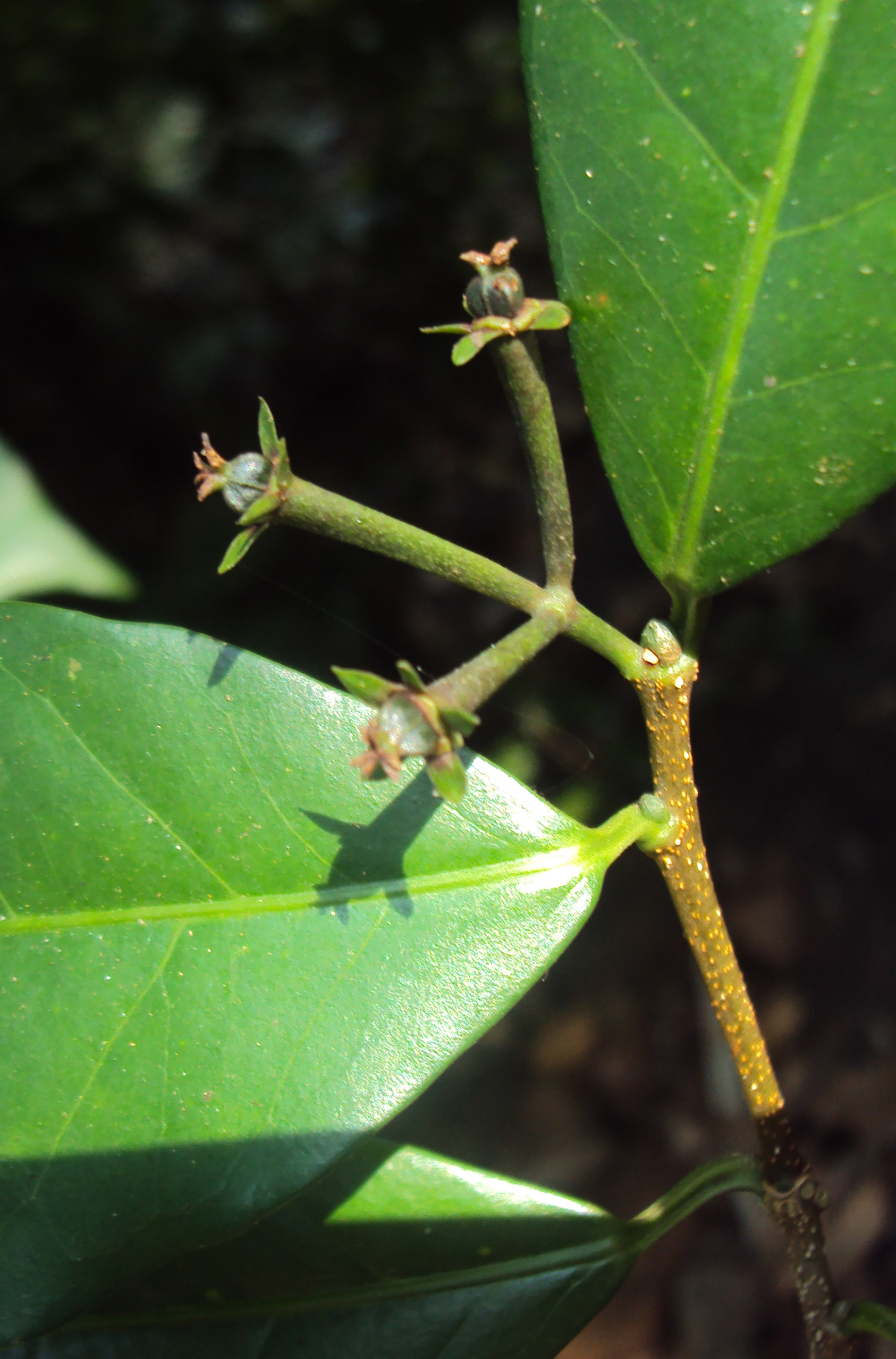
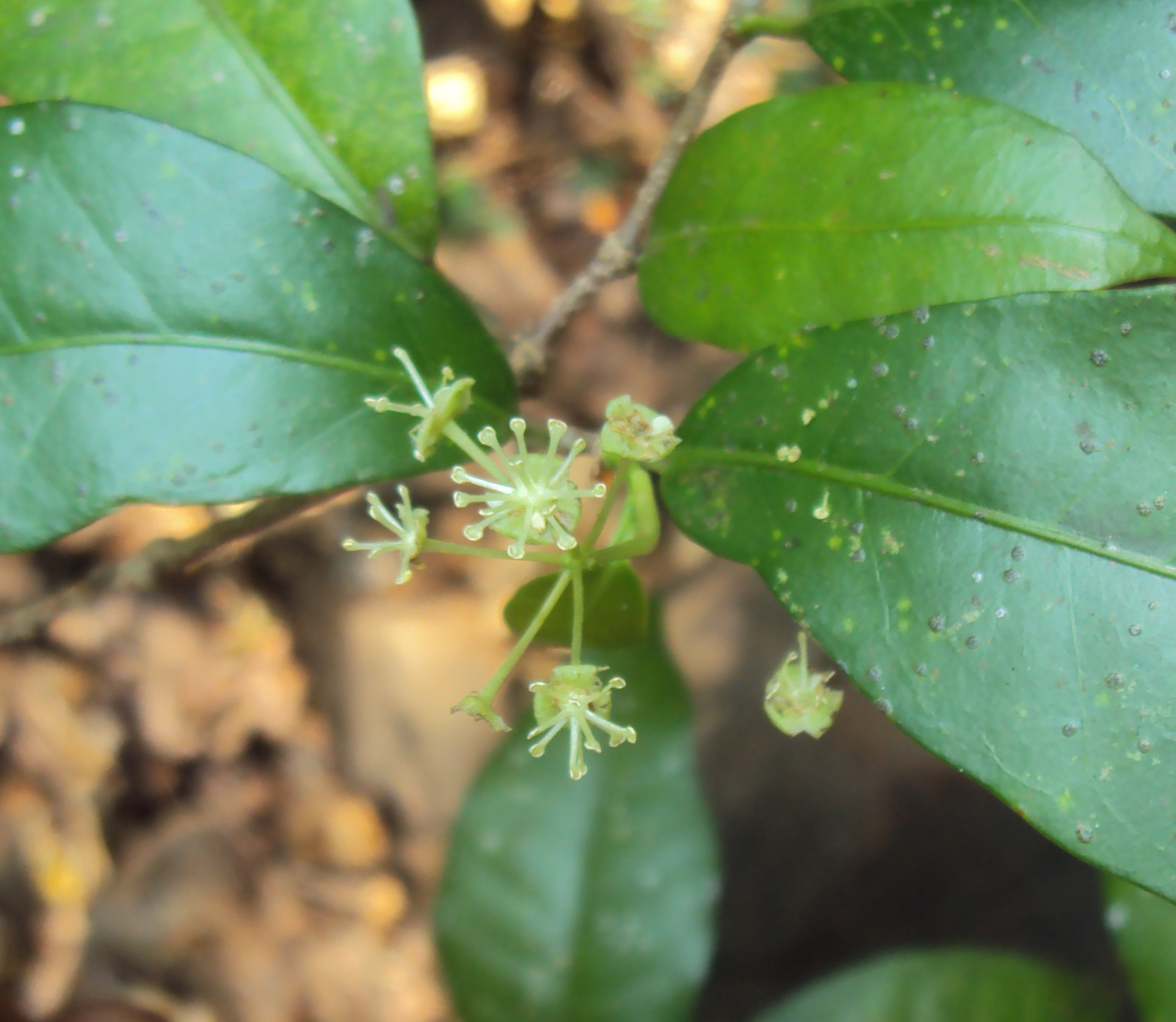
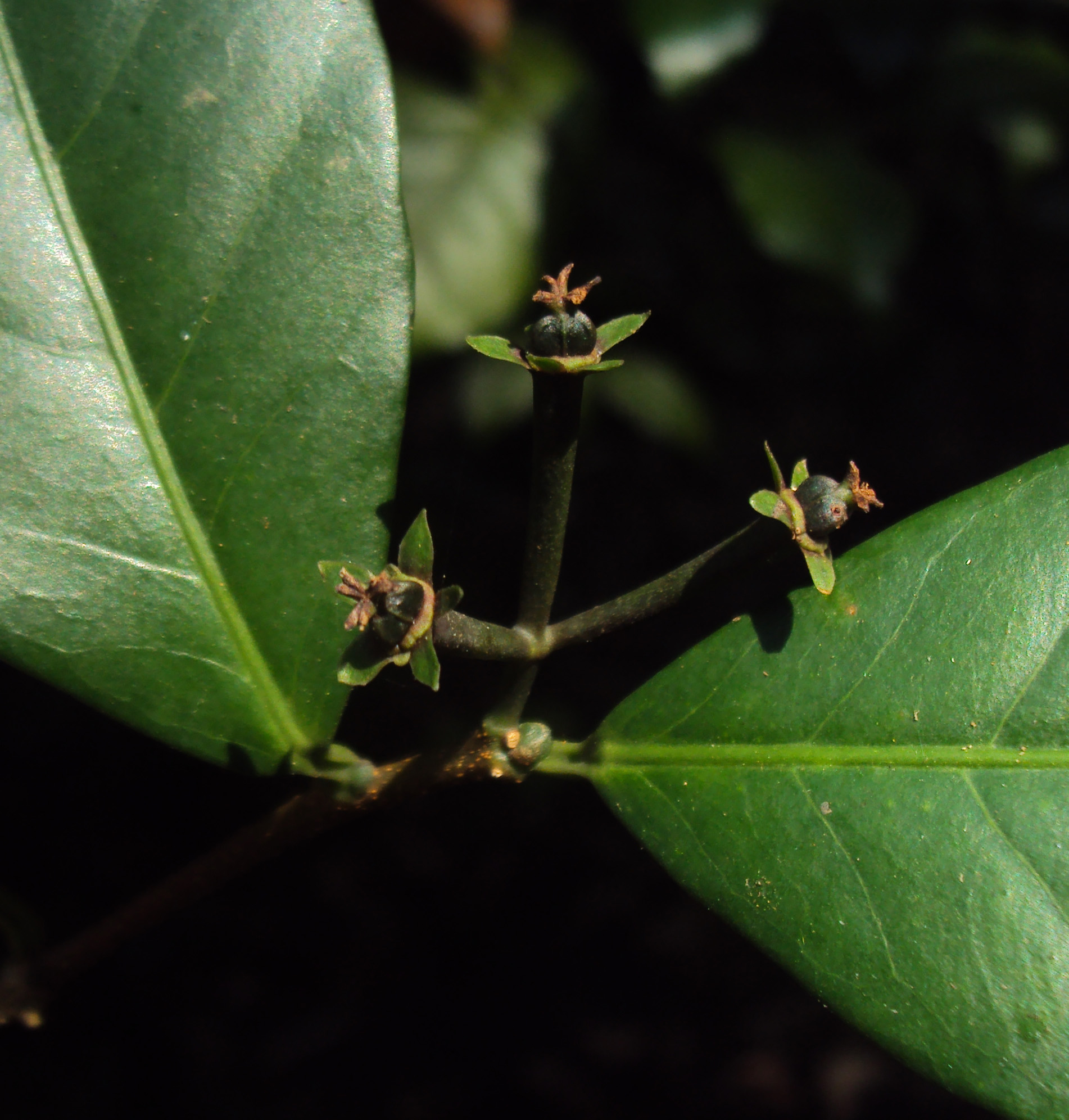